# Талдисай (Айтекебійський район)
Талдиса́й (каз. Талдысай) — село у складі Айтекебійського району Актюбінської області Казахстану. Входить до складу сільського округу Темірбека Жургенева.
Населення — 1339 осіб (2021; 1646 у 2009, 1732 у 1999, 1697 у 1989).